# Oh My God! (sång)
Oh My God! är en låt med text och musik av The Moniker. Den var hans bidrag i Melodifestivalen 2011. Låten gick först vidare till Andra chansen där den kvalificerade sig till en finalplats. I finalen hamnade den på tredje plats.
Låten testades på Svensktoppen, och tog sig in den 17 april 2011.
Under Lotta på Liseberg framfördes den 27 juni 2011 svenskspråkig version av sången vid namn "Göteborgslåten".

## Listplaceringar
| Lista (2011) | Topplacering |
| ------------ | ------------ |
| Sverige      | 5 .          |

### Fotnoter
1. ↑  ”Svensktoppen”. 17 april 2011. http://sverigesradio.se/sida/topplista.aspx?programid=2023&date=2011-04-17. Läst 22 maj 2011.
2. ↑  "Lotta på Liseberg, 27 juni 2011"
3. ↑  Listplacering Arkiverad 29 november 2014 hämtat från the Wayback Machine.